# Jailly
Jailly est une commune française, située dans le département de la Nièvre en région Bourgogne-Franche-Comté.

## Géographie

### Hydrographie
- la Canne ;
- le ruisseau de Giverdy ;
- le ruisseau des Eaux de Brune ;
- le ruisseau du Champ de Chaume ;
- le ruisseau du Moulin du Bois.

### Villages, hameaux, lieux-dits, écarts
Fontenelle, le Buisson Bas, la Justice, Varigot.

### Climat
Pour des articles plus généraux, voir Climat de la Bourgogne-Franche-Comté et Climat de la Nièvre.
En 2010, le climat de la commune est de type climat des marges montargnardes, selon une étude du Centre national de la recherche scientifique s'appuyant sur une série de données couvrant la période 1971-2000. En 2020, Météo-France publie une typologie des climats de la France métropolitaine dans laquelle la commune est exposée à un climat océanique altéré et est dans la région climatique  Centre et contreforts nord du Massif Central, caractérisée par un air sec en été et un bon ensoleillement.
Pour la période 1971-2000, la température annuelle moyenne est de 10,6 °C, avec une amplitude thermique annuelle de 16,4 °C. Le cumul annuel moyen de précipitations est de 1 082 mm, avec 13,5 jours de précipitations en janvier et 8,9 jours en juillet. Pour la période 1991-2020, la température moyenne annuelle observée sur la station météorologique de Météo-France la plus proche, « Ourouer », sur la commune de Vaux d'Amognes à 14 km à vol d'oiseau, est de 11,3 °C et le cumul annuel moyen de précipitations est de 889,3 mm. 
La température maximale relevée sur cette station est de 41,5 °C, atteinte le 7 août 2003 ; la température minimale est de −13,5 °C, atteinte le 1er mars 2005,,.
Les paramètres climatiques de la commune ont été estimés pour le milieu du siècle (2041-2070) selon différents scénarios d'émission de gaz à effet de serre à partir des nouvelles projections climatiques de référence DRIAS-2020. Ils sont consultables sur un site dédié publié par Météo-France en novembre 2022.

## Urbanisme

### Typologie
Au 1er janvier 2024, Jailly est catégorisée commune rurale à habitat très dispersé, selon la nouvelle grille communale de densité à sept niveaux définie par l'Insee en 2022.
Elle est située hors unité urbaine et hors attraction des villes,.

### Occupation des sols
L'occupation des sols de la commune, telle qu'elle ressort de la base de données européenne d’occupation biophysique des sols Corine Land Cover (CLC), est marquée par l'importance des territoires agricoles (70,1 % en 2018), une proportion identique à celle de 1990 (70,1 %). La répartition détaillée en 2018 est la suivante : prairies (50,4 %), forêts (29,9 %), terres arables (19,8 %). L'évolution de l’occupation des sols de la commune et de ses infrastructures peut être observée sur les différentes représentations cartographiques du territoire : la carte de Cassini (XVIIIe siècle), la carte d'état-major (1820-1866) et les cartes ou photos aériennes de l'IGN pour la période actuelle (1950 à aujourd'hui).

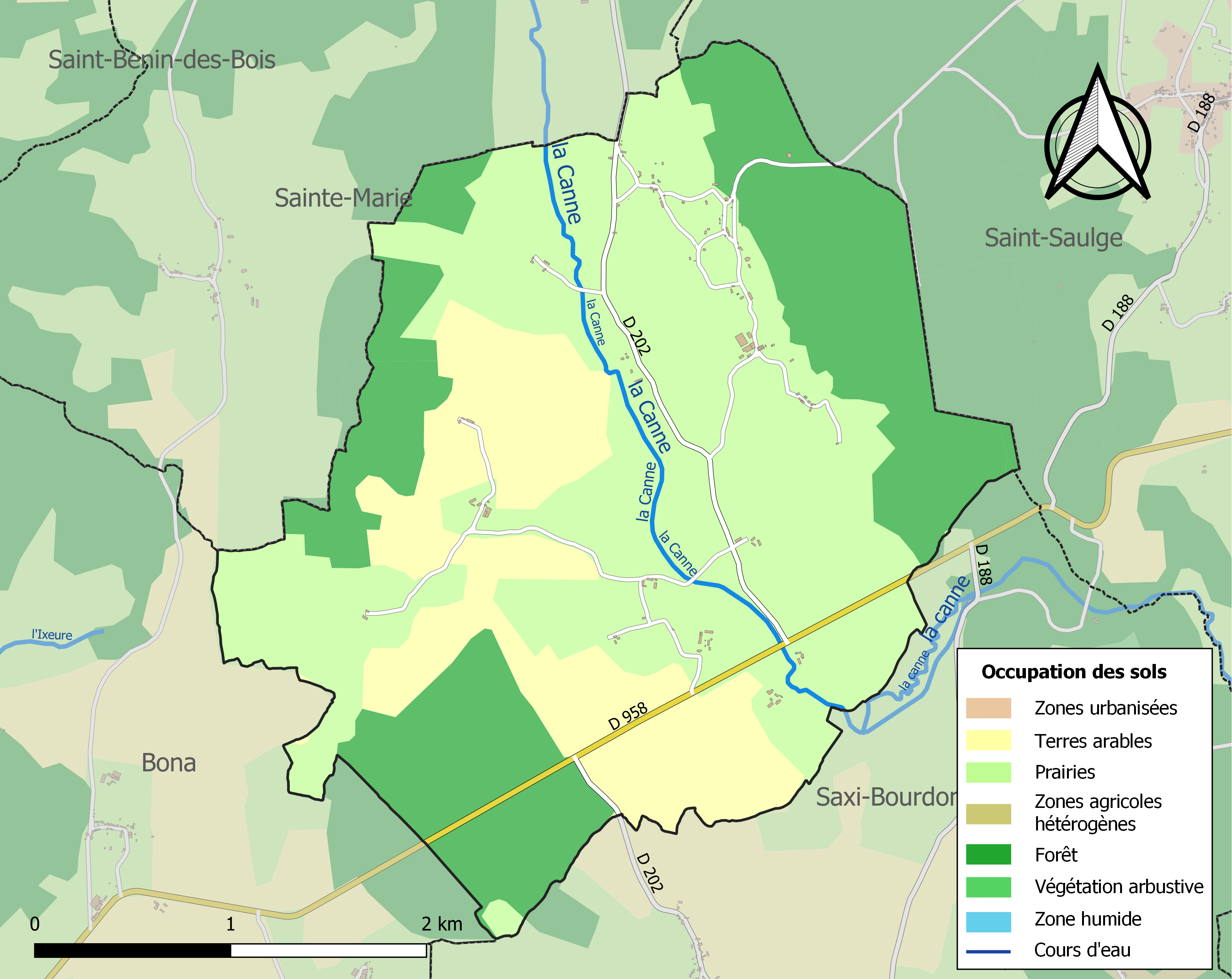
Carte des infrastructures et de l'occupation des sols de la commune en 2018 (CLC).

## Toponymie
On relève les mentions suivantes du nom de la commune : Jalliacum (1223), Jailliacum (1478), Jailly-le-Chastel (1540).

## Histoire
Jailly est connu pour son passé clunisien et son église romane. 
Au Moyen Âge, le prieuré de Jailly est une dépendance du prieuré de La Charité-sur-Loire. Il s'agit d'un prieuré simple comptant moins de trois moines.

## Politique et administration
| Période                                  | Période   | Identité         | Étiquette | Qualité |
| ---------------------------------------- | --------- | ---------------- | --------- | ------- |
| mars 2008                                | mars 2014 | Jean-Marc Martin |           |         |
| mars 2014                                | En cours  | Lucien Bacq      |           |         |
| Les données manquantes sont à compléter. |           |                  |           |         |

## Démographie
L'évolution du nombre d'habitants est connue à travers les recensements de la population effectués dans la commune depuis 1793. Pour les communes de moins de 10 000 habitants, une enquête de recensement portant sur toute la population est réalisée tous les cinq ans, les populations de référence des années intermédiaires étant quant à elles estimées par interpolation ou extrapolation. Pour la commune, le premier recensement exhaustif entrant dans le cadre du nouveau dispositif a été réalisé en 2008.

En 2022, la commune comptait 67 habitants, en évolution de +13,56 % par rapport à 2016 (Nièvre : −3,28 %, France hors Mayotte : +2,11 %).
| 1793 | 1800 | 1806 | 1821 | 1831 | 1836 | 1841 | 1846 | 1851 |
| ---- | ---- | ---- | ---- | ---- | ---- | ---- | ---- | ---- |
| 339  | 263  | 276  | 280  | 257  | 284  | 282  | 327  | 327  |

| 1856 | 1861 | 1866 | 1872 | 1876 | 1881 | 1886 | 1891 | 1896 |
| ---- | ---- | ---- | ---- | ---- | ---- | ---- | ---- | ---- |
| 354  | 332  | 337  | 342  | 320  | 289  | 285  | 276  | 249  |

| 1901 | 1906 | 1911 | 1921 | 1926 | 1931 | 1936 | 1946 | 1954 |
| ---- | ---- | ---- | ---- | ---- | ---- | ---- | ---- | ---- |
| 228  | 202  | 182  | 167  | 148  | 149  | 145  | 156  | 142  |

| 1962 | 1968 | 1975 | 1982 | 1990 | 1999 | 2006 | 2008 | 2013 |
| ---- | ---- | ---- | ---- | ---- | ---- | ---- | ---- | ---- |
| 151  | 119  | 114  | 92   | 78   | 76   | 69   | 67   | 58   |

| 2018 | 2022 | - | - | - | - | - | - | - |
| ---- | ---- | - | - | - | - | - | - | - |
| 68   | 67   | - | - | - | - | - | - | - |

## Culture locale et patrimoine

### Lieux et monuments
- Église Saint-Sylvestre, ancienne prieurale clunisienne, cette construction romane du début du XIIe siècle est classée monument historique dès 1840[18]. Elle est bâtie à flanc de colline et comporte une succession de volées d'escaliers intérieurs pour compenser la pente ;

- Château de Jailly, manoir du XVe siècle, remanié à l'époque Moderne, propriété privée, ne se visite pas.